# Taubenberg (Bodolz)
Taubenberg (mundartlich: Daobəberg) ist ein Ortsteil der Gemeinde Bodolz im schwäbischen Landkreis Lindau (Bodensee). Das Dorf liegt auf einer Sattelfläche circa einen Kilometer nördlich von Bodolz.

## Geschichte
Taubenberg wurde erstmals urkundlich in der ersten Hälfte des 14. Jahrhunderts als Tubunberc erwähnt. Der Ortsname stammt vom gleichnamigen Tier ab. 1855 wurde die Katholische Kapelle St. Michael anstelle einer älteren erbaut.

## Baudenkmäler
Siehe auch: Liste der Baudenkmäler in Taubenberg
- Katholische Kapelle St. Michael